# George A. Loud

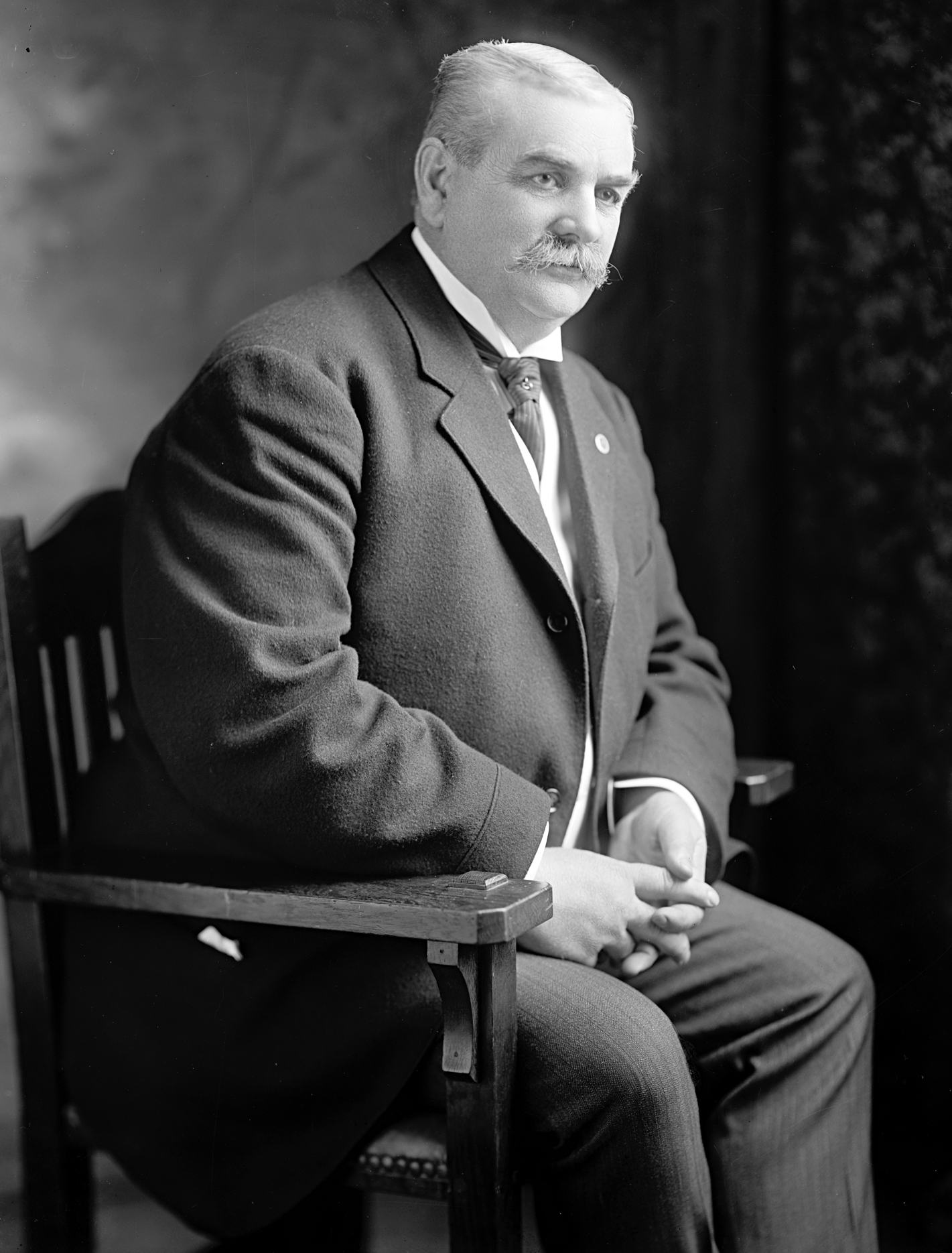
George A. Loud

George Alvin Loud (* 18. Juni 1852 in Bainbridge, Geauga County, Ohio; † 13. November 1925 in Myrtle Point, Oregon) war ein US-amerikanischer Politiker. Zwischen 1903 und 1917 vertrat er zweimal den Bundesstaat Michigan im US-Repräsentantenhaus.

## Werdegang
Im Jahr 1856 zog George Loud mit seinen Eltern nach Massachusetts und zehn Jahre später nach Au Sable im Staat Michigan. Er besuchte die English High School in Boston und die Professor Patterson’s School in Detroit. Im Jahr 1869 absolvierte er die Ann Arbor High School. Später stieg er in das Eisenbahngeschäft ein und wurde Vizepräsident und Manager der Au Sable & Northwestern Railroad. Außerdem war er vier Jahre lang Mitglied im Stab von Gouverneur Hazen S. Pingree. Während des Spanisch-Amerikanischen Krieges von 1898 war Loud Zahlmeister auf dem Schiff „McCulloch“, das in der Bucht von Manila an einem Seegefecht teilnahm.
Politisch war Loud Mitglied der Republikanischen Partei. Bei den Kongresswahlen des Jahres 1902 wurde er im zehnten Wahlbezirk von Michigan in das US-Repräsentantenhaus in Washington, D.C. gewählt, wo er am 4. März 1903 die Nachfolge von Henry H. Aplin antrat. Nach vier Wiederwahlen konnte er bis zum 3. März 1913 fünf Legislaturperioden im Kongress absolvieren. Bei den Wahlen des Jahres 1912 unterlag er Roy O. Woodruff von der Progressiven Partei.
Im Jahr 1914 schaffte er die Rückkehr in den Kongress, wo er am 4. März 1915 Woodruff wieder ablöste und bis zum 3. März 1917 eine weitere Legislaturperiode absolvierte. Da er im Jahr 1916 von seiner Partei nicht zur Wiederwahl nominiert worden war, musste er im März 1917 endgültig aus dem US-Repräsentantenhaus ausscheiden. Nach dem Ende seiner Zeit als Kongressabgeordneter arbeitete George Loud in Au Sable in der Holzindustrie. Er starb am 13. November 1925 bei einem Autounfall in Oregon.